# Ein hoffnungsloser Fall
Ein hoffnungsloser Fall ist ein deutscher Spielfilm aus dem Jahre 1939. Regie führte Erich Engel nach einem Drehbuch von Jochen Huth. In den Hauptrollen traten Jenny Jugo, Karl Ludwig Diehl und Hannes Stelzer auf. 

## Handlung
Jenny, eine verwöhnte Industriellentochter, findet sich nach einem durch ihren Leichtsinn verursachten Autounfall im Krankenhaus wieder. Sie hat Gesichtsverletzungen erlitten, die einen zweiwöchigen Krankenhausaufenthalt erfordern. In dieser Zeit gelingt es ihr, sämtliche Krankenschwestern durch übermäßige Verwendung der Klingel zu verärgern. Bei der Entlassung sagt ihr das der behandelnde Arzt, Prof. Dr. Bruchsal und meint, dabei habe sie noch nichts geleistet, wisse nichts und könne nichts. Darüber erzürnt, beschließt sie, zu Hause ab sofort alles selbst zu machen und die Klingel für die Dienerschaft nicht zu benutzen. Dies führt jedoch zu mehr Arbeit für die Diener, da sie dabei alles falsch macht.
Um es Professor Bruchsal zu zeigen, beschließt Jenny, selbst Medizin zu studieren. Ihre Versuche, mit dem Leben auf der Universität zurechtzukommen sind zunächst wenig erfolgreich. Dabei lernt sie Hans Faber, Doktorand und Assistent Bruchsals, kennen und schafft es, auch ihn zu verärgern. Unterstützung erhält sie lediglich von Gotthelf Matthias, der am Institut einen untergeordneten Hilfsjob hat und auch Wohnungen an Studenten vermietet. Bald schon versucht sie, im Haus ihres Vaters zu diagnostizieren, was zunächst die Dienerschaft, bald aber auch ihren Vater verärgert. Daher nimmt sie sich ein Zimmer bei dem Ehepaar Matthias. Schon am ersten Tag bekommt sie Ärger mit ihrem Zimmernachbarn. Wie sich schließlich herausstellt handelt es sich dabei um Faber.
Nach einer gewissen Zeit gelingt es ihr, eine gewisse Achtung bei Faber und auch bei Bruchsal zu erwerben. Zudem kommt sie immer besser mit Faber aus. Faber wird dadurch bei seinen letzten Vorbereitungen zum Abschluss seiner Dissertation und zu den Abschlussprüfungen abgelenkt, dass er sich in den Finger schneidet. Dabei zieht er sich eine Blutvergiftung zu, um die sich zunächst Jenny allein, später der von Emma Matthias gerufene Professor Bruchsal kümmert.
Nachdem Faber seine Ausbildung erfolgreich abgeschlossen hat, deutet vieles auf eine Hochzeit von Jenny und Faber hin. Bruchsal, der Faber weiter fördern möchte, sieht darin aber eine Gefahr für Fabers Karriere, schließlich war er selbst mal in Fabers Situation und hat die Medizin vorgezogen. Daher besorgt er Faber eine Stelle in Argentinien, die er nicht sofort, aber bald antreten muss. Als Jenny davon erfährt, informiert sie sich über die Stellenausschreibung und stellt fest, dass auch eine Röntgenassistentin gesucht wird und lässt sich dazu von Bruchsal in der verbliebenen Zeit ausbilden. Schließlich kann sie zusammen mit Faber die Schiffsreise nach Argentinien antreten.

## Musik
Der Schlager Ich mach’ mir keine Sorgen wurde von Hans-Otto Borgmann (Musik) und Hans Fritz Beckmann (Text) für Ein hoffnungsloser Fall geschrieben und mehrfach darin gespielt. Das Lied wurde ebenfalls 1939 von Erhard Bauschke und seinem Orchester als Single veröffentlicht.

## Veröffentlichung
Ein hoffnungsloser Fall wurde am 7. März 1939 uraufgeführt. Produktionsfirma war die Klagemann Film GmbH. International vertrieben wurde der Film laut Vorspann von der Deutsche Filmexport GmbH. 

## Kritiken
Eine zeitgenössische Kritik in Paimann’s Filmlisten lobt Ein hoffnungsloser Fall. Es sei „ein trotz seines heiteren Grundtones lebensnaher, ergötzlicher Film“. Hervorgehoben wird neben der Regie und der Ausstattung vor allem die Leistung Jenny Jugos. Als Gesamteindruck wird „Über dem Durchschnitt“ angegeben.
Das Lexikon des internationalen Films schreibt, es sei „[e]in anspruchslos-unterhaltsamer Film mit eher altbackenem moralischem Anspruch“ und zeigt sich von Jenny Jugos Leistung beeindruckt.